# 張嘉
張嘉，字雪葑，浙江歸安縣人。清初政治人物。

## 生平
明崇禎十五年（1642年）壬午科浙江鄉試舉人。清順治三年（1646年），朝廷首開春闈，張嘉中式丙戌科三甲第十七名進士。選翰林院庶吉士，散館改江南道監察御史。